# سيد واتسون (لاعب كرة قدم أمريكية)
سيد واتسون (بالإنجليزية: Sid Watson)‏ هو لاعب كرة قدم أمريكية أمريكي، ولد في 4 مايو 1932 في Andover, Massachusetts ‏ في الولايات المتحدة، وتوفي في 25 أبريل 2004 في نيبلز في الولايات المتحدة.

## وصلات خارجية
- سيد واتسون على موقع مرجع كرة القدم المحترفة.كوم (الإنجليزية)